# Таскер, Ролли
Ролланд Лесли «Ролли» Таскер (англ. Rolland Leslie "Rolly" Tasker, 21 марта 1926, Виктория-Парк, Перт, Австралия — 22 июня 2012, Манджера, Западная Австралия, Австралия) — австралийский яхтсмен и конструктор, серебряный призёр летних Олимпийских игр 1956 в классе «12  м² Шарпи».
С детства увлекался авиа- и судомоделизмом, в 6 лет с помощью отца построил каноэ с парусом, в 10 лет — свою первую яхту. Являлся ведущим яхтсменом штата Западная Австралия, выступая на парусниках под общим названием Сиска. Являлся победителем многих престижных соревнований, за 60 лет выиграв около двух тысяч регат, установил 16 мировых рекордов. В 1952—1956 гг. становился чемпионом страны в классе «12  м² Шарпи»; в 1957, 1958, 1960, 1962 гг. — в классе «Летучий голландец». На летних Играх в Мельбурне (1956) вместе с Джоном Малкольмом Скоттом выиграл первую олимпийскую медаль для Австралии в парусном спорте. В 1958 г. вместе с Иэном Палмером стал чемпионом мира в классе «Летучий голландец». Однако летняя Олимпиада в Риме (1960) завершилась для спортсмена неудачно — он занял лишь 18 место.
В 1949 году основал свой парусный бизнес, компанию Rolly Tasker Sails в Пхукете (Таиланд). В 2008 г. основал в г. Манджера австралийский музей парусного спорта. В 1986 г. был введен в Зал чемпионов штата Западная Австралия. В 2006 году был награждён орденом Австралии за заслуги в развитии парусного спорта.